# Coenotephria erebearia
Coenotephria erebearia är en fjärilsart som beskrevs av John Henry Leech 1897. Coenotephria erebearia ingår i släktet Coenotephria och familjen mätare. Inga underarter finns listade i Catalogue of Life.